# Muzeum Instrumentów Muzycznych w Poznaniu
Muzeum Instrumentów Muzycznych w Poznaniu – oddział Muzeum Narodowego w Poznaniu, muzeum instrumentów muzycznych, jedyne tego rodzaju i tej wielkości w Polsce, trzecie co do wielkości w Europie. Mieści się na Starym Rynku w Poznaniu, w trzech zabytkowych kamienicach (w tym w Kamienicy Grodzickich).
Jako oddział Muzeum Narodowego w Poznaniu jest wpisane do Państwowego Rejestru Muzeów, prowadzonego przez ministra właściwego do spraw kultury i ochrony dziedzictwa narodowego, zgodnie z art. 13 ustawy z dnia 21 listopada 1996 r. o muzeach.

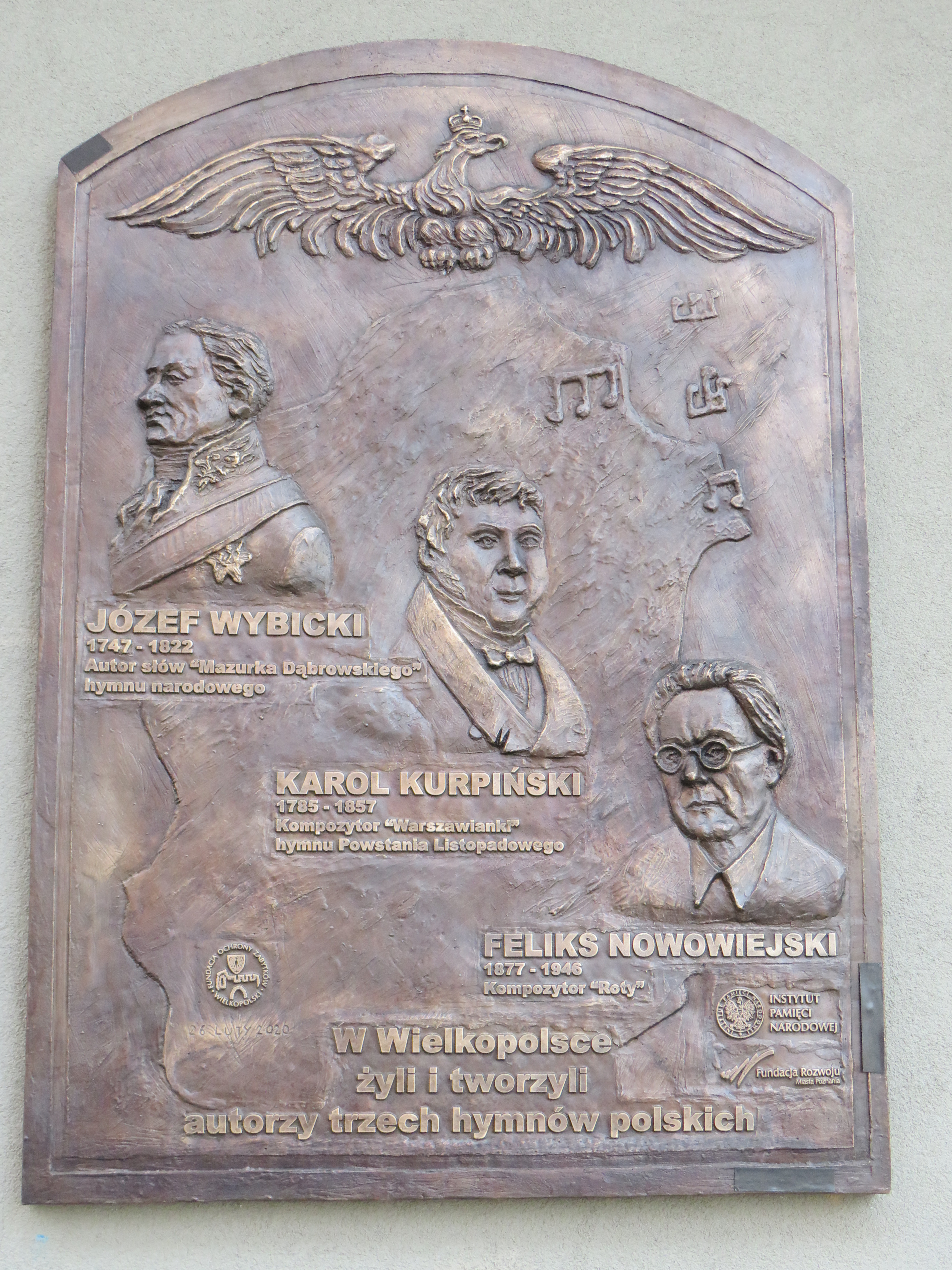
Tablica upamiętniająca twórców 3 hymnów polskich

26 lutego 2020, w 93. rocznicę ogłoszenia „Mazurka Dąbrowskiego” hymnem narodowym, na fasadzie budynku od ul. Woźnej odsłonięto brązową tablicę upamiętniającą twórców trzech polskich hymnów: Józefa Wybickiego (1746–1822) – autora słów „Mazurka Dąbrowskiego”, Karola Kurpińskiego (1785–1857) – kompozytora „Warszawianki” – hymnu Powstania Listopadowego oraz Feliksa Nowowiejskiego (1877–1946) – kompozytora „Roty”. Powstała ona z inicjatywy Adama Kochanowskiego, poznańskiego publicysty. Jej fundatorami byli Fundacja Ochrony Zabytków Wielkopolski, Fundacja Rozwoju Miasta Poznania i Instytut Pamięci Narodowej Oddział w Poznaniu, a twórcami artyści rzeźbiarze Robert Sobociński i Aleksander Korczak.

## Historia i ekspozycja
Muzeum powstało w roku 1945, a jego założycielem był Zdzisław Szulc, pierwszy kustosz. Pierwsze wystawy publiczne miały miejsce w 1949 w gmachu przy al. Marcinkowskiego. Posiada kolekcję około 2 tysięcy eksponatów z większości kontynentów. Szczególnie bogaty jest zbiór instrumentów lutniczych (np. polskich i włoskich), fortepianów, instrumentów drewnianych i blaszanych, polskich instrumentów ludowych, a także instrumentów z odległych krajów Oceanii, Ameryk, Afryki i Azji. Bardzo cenne eksponaty to:
- karnyx celtycki (instrument wojskowy) – II/I w. p.n.e.,
- ceramiczna grzechotka z okresu kultury łużyckiej (3 tysiące lat),
- dwumanuałowy klawesyn z 1. połowy XVIII wieku,
- harfa z pojedynczą akcją z 1788 (twórcą był Jean-Henri Naderman),
- kolekcja instrumentów mechanicznych (np. katarynki),
- kolekcja instrumentów lamajskich (jedyna stała ekspozycja w Europie Centralnej) – trąby teleskopowe, czynele, oboje i gongi,
- dudy wszystkich polskich odmian (jedna z największych kolekcji w Polsce),
- pamiątki po Fryderyku Chopinie – m.in. fortepian, na którym grał kompozytor w pałacu Antoniego Henryka Radziwiłła w Antoninie (specjalna sala chopinowska).

Kolekcję podzielono na cztery działy naukowe:
- europejskich instrumentów profesjonalnych,
- europejskich instrumentów ludowych,
- pozaeuropejskich instrumentów,
- muzykaliów.

Eksponaty zgromadzone są w 19 salach tematycznych.

## Galeria

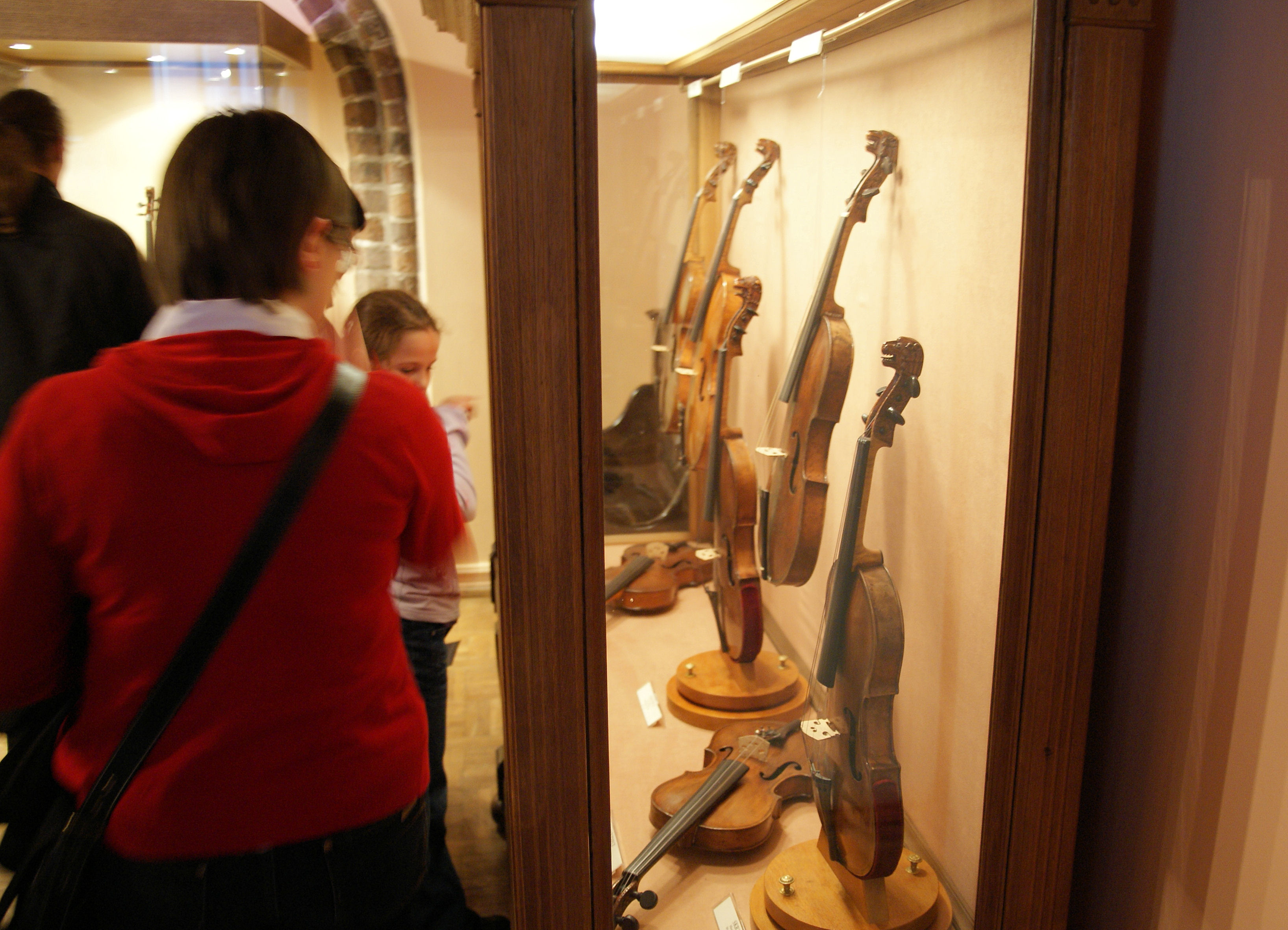
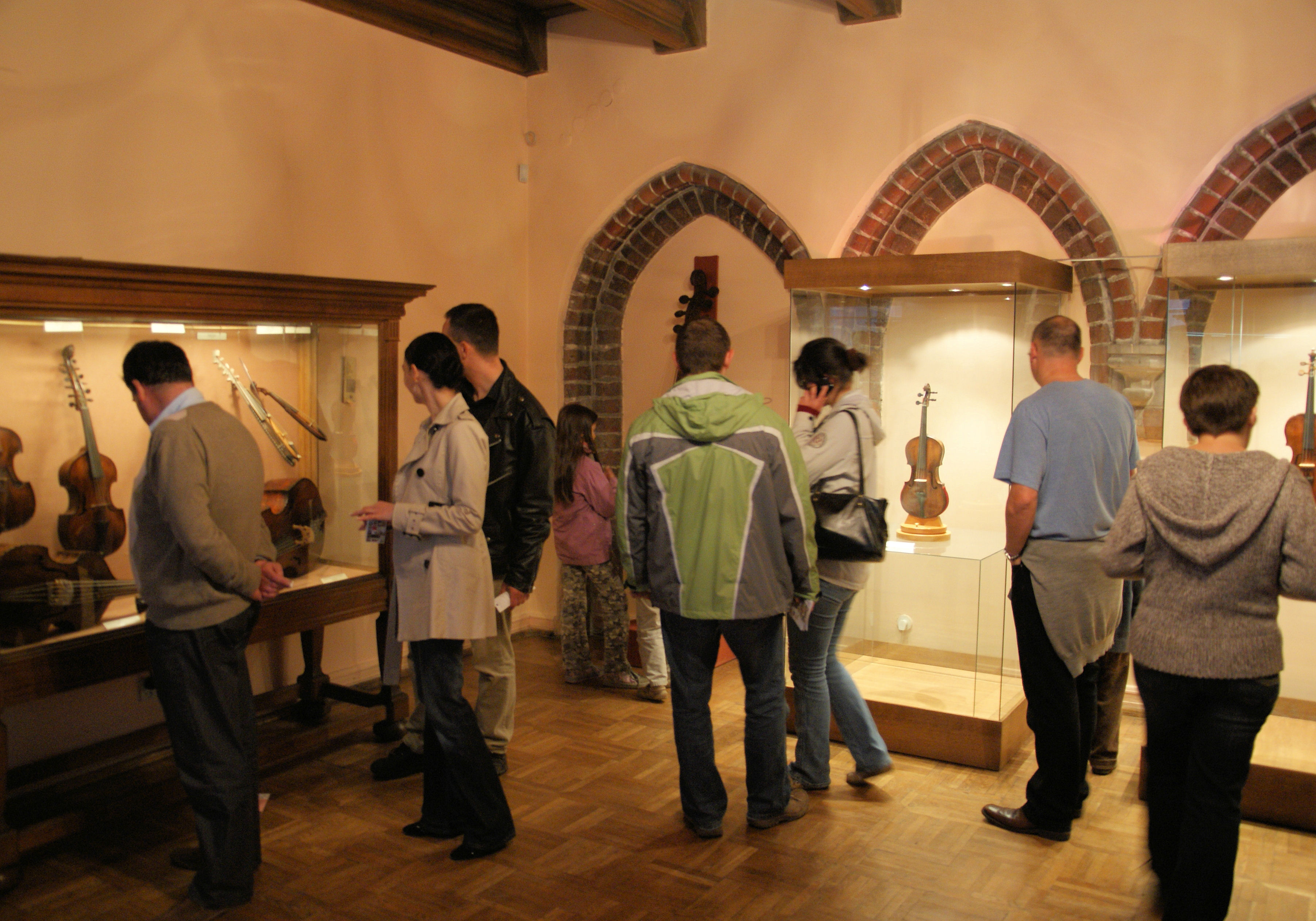

## Muzeum w poezji
Bogusław Kogut poświęcił Muzeum wiersz zatytułowany Muzeum Instrumentów.
| Plan Starego Rynku | |
| ------------------ | --- |
|                    | Wybrane zabytki: \| \| Legenda \| \| \| Ratusz \| \| \| Waga miejska \| \| \| Domki budnicze \| \| \| Odwach \| \| \| Pałac Działyńskich \| \| \| Pałac Mielżyńskich \| \| \| Pałac Górków \| \| \| Muzeum Instrumentów \| \| \| Fontanna Prozerpiny \| \| \| Studzienka Bamberki \| \| \| Pręgierz \| |
|                    | Legenda |
|                    | Ratusz |
|                    | Waga miejska |
|                    | Domki budnicze |
|                    | Odwach |
|                    | Pałac Działyńskich |
|                    | Pałac Mielżyńskich |
|                    | Pałac Górków |
|                    | Muzeum Instrumentów |
|                    | Fontanna Prozerpiny |
|                    | Studzienka Bamberki |
|                    | Pręgierz |